# Marcia Morey
Marcia Helen Morey (Decatur, 14 agosto 1955) è una politica ed ex nuotatrice statunitense.

## Carriera sportiva
Vanta due medaglie vinte ai campionati mondiali di nuoto e tre conquistate ai giochi PanAmericani.

### Palmarès
- Mondiali

Belgrado 1973: argento nella 4x100m misti.
Cali 1975: bronzo nei 100m rana
- Giochi panamericani

Città del Messico 1975: oro nella 4x100m sl, argento nei 100m rana e bronzo nei 20m rana.